# Thamnodynastes ramonriveroi
Thamnodynastes ramonriveroi là một loài rắn trong họ Rắn nước. Loài này được Manzanilla & Sánchez mô tả khoa học đầu tiên năm 2005.